# Медоуказчики
Медоуказчики (лат. Indicator) — род небольших птиц семейства медоуказчиковых.

## Внешний вид и строение
Небольшие (самые крупные едва больше жаворонка) птицы, с крепким, почти прямым, на конце загнутым крючком клювом, который короче головы, с острыми, длинными крыльями, на которых лишь 9 больших маховых перьев (самое длинное 3-е), средней длины хвостом из 12 рулевых перьев, закруглённым и слегка выемчатым, с крепким оперением и толстой грубой кожей. Два пальца обращены вперёд, два назад.

## Распространение
Из 11 видов этого рода 9 живут в Африке (кроме Мадагаскара). В Индии от границ Афганистана обитает индийский медоуказчик, на Малакке и Борнео — малайский медоуказчик.

## Поведение
Своим резким криком они обращают внимание путешественников на ульи диких пчёл и, по словам многих путешественников, ведут человека, который за ними последует, до улья, с криком перелетая с дерева на дерево. Найдя с помощью медоуказчика гнездо пчёл, туземцы окуривают их дымом и выбирают соты, причём оставляют всегда поблизости часть сот для птицы. Впрочем, медоуказчики обращают внимание не на одних только пчёл, а вообще на всё более или менее необычайное: следуют с криком за леопардом, собакой, иногда приводят к логовищу зверя и так далее:

Несмотря на то, что медоуказчик их друг, Ндоробо не совсем ему доверяют: он очень умён и, если голоден, то может сыграть злую шутку. Мзыгоби знает, что медоуказчик иногда выводит людей к очень опасным животным, например, диким буйволам. Птица надеется, что охотника убьют, а она возвратится позже за червями, которые будут пожирать разлагающееся тело.— «Повелители духов. Друг Ндоробо. Кения». Документальный фильм. Франция, 2006

## Размножение
Некоторые виды, подобно кукушкам, кладут яйца в гнёзда других птиц.

## Виды
- Indicator maculatus — Пятнистый медоуказчик
- Indicator variegatus — Пестролобый медоуказчик
- Indicator indicator — Большой медоуказчик
- Indicator archipelagicus — Малайский медоуказчик
- Indicator minor — Малый медоуказчик
- Indicator willcocksi — Гвинейский медоуказчик
- Indicator exilis — Крошечный медоуказчик
- Indicator pumilio — Короткоклювый медоуказчик
- Indicator meliphilus — Восточноафриканский медоуказчик
- Indicator xanthonotus — Индийский медоуказчик

Indicator minor conirostris — Толстоклювый медоуказчик некоторыми учеными выделяется в отдельный вид

## Иллюстрации

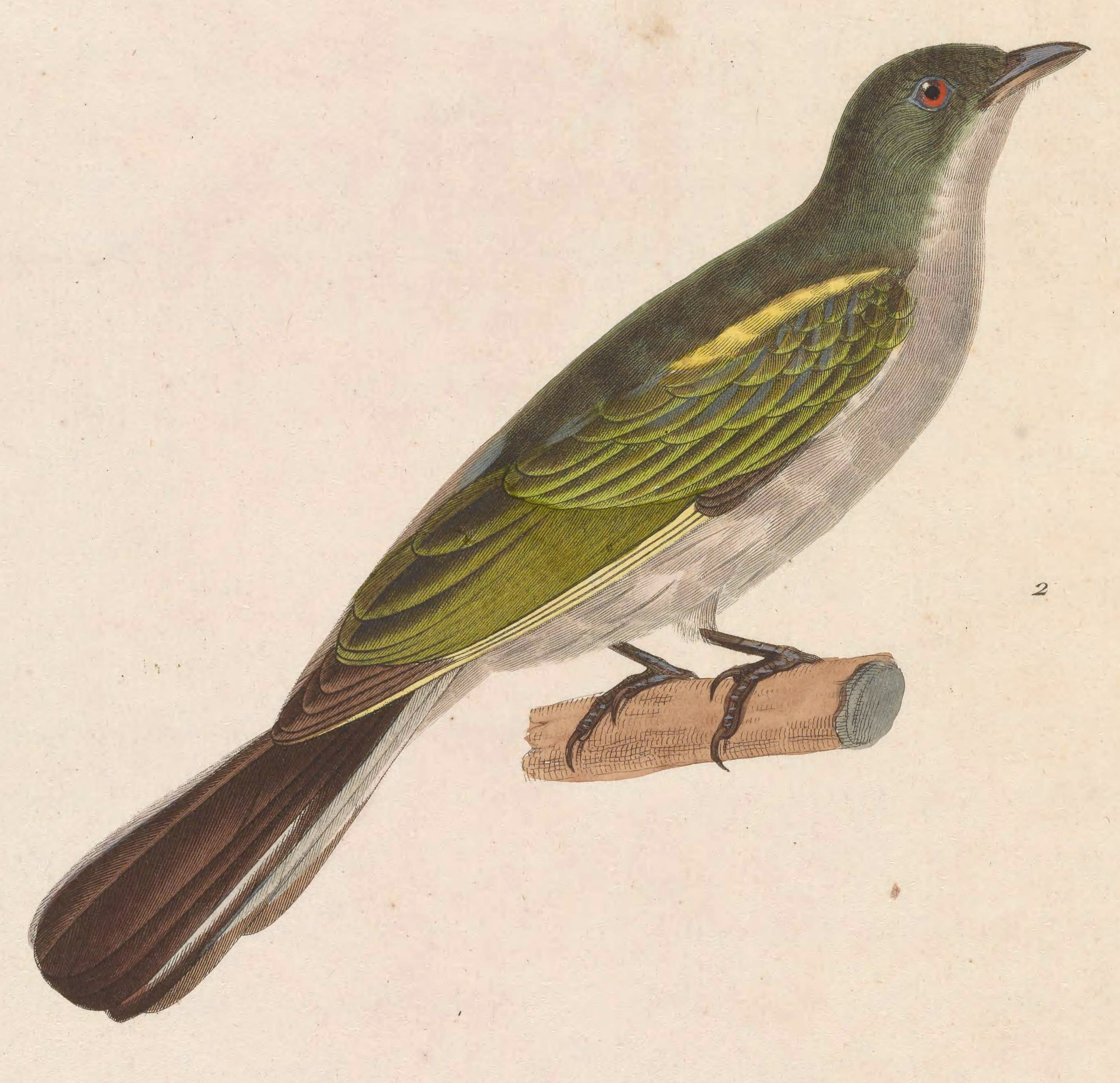
Малайский медоуказчик
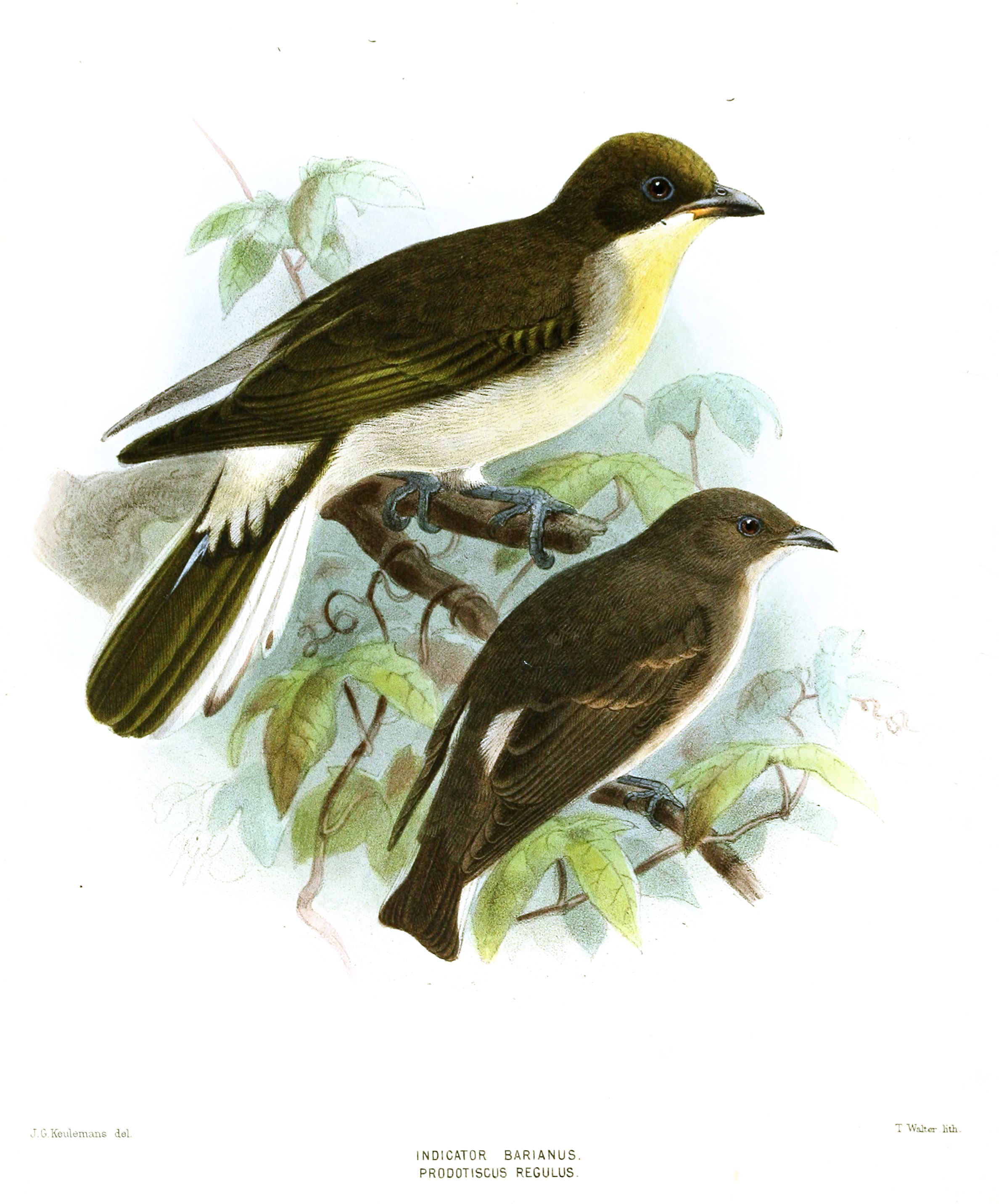
Большой медоуказчик
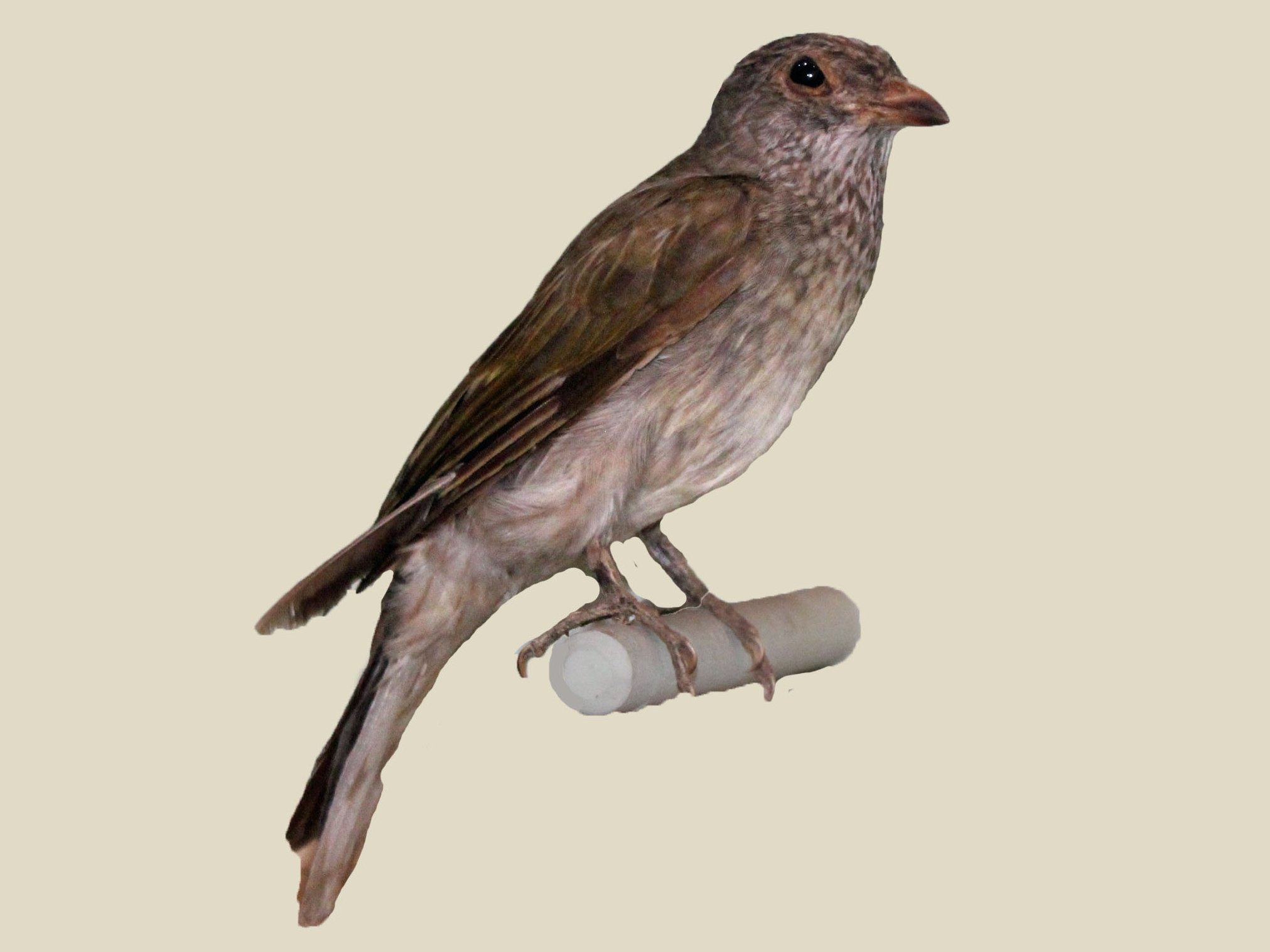
Пестролобый медоуказчик
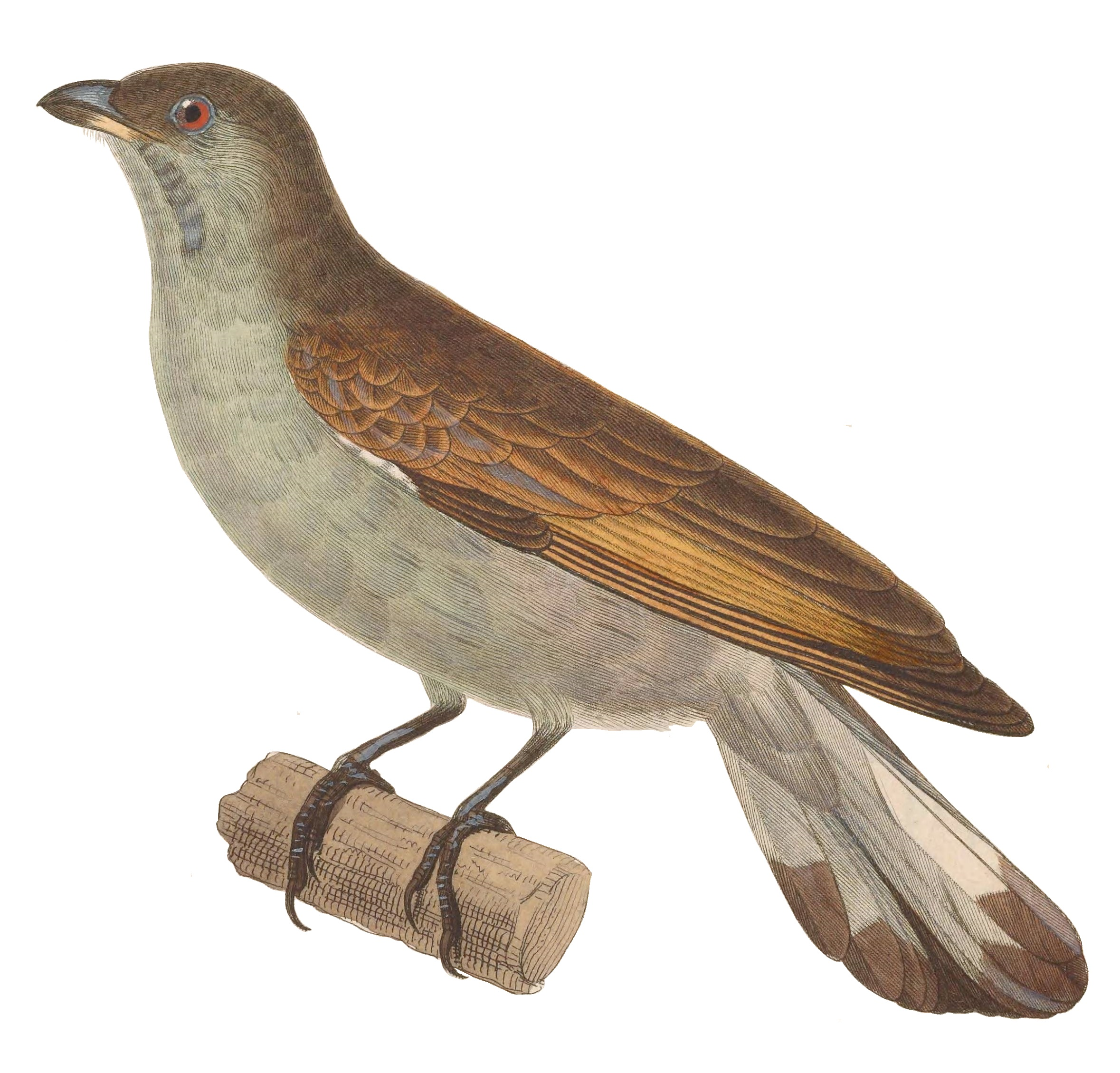
Малый медоуказчик